# Peak Tower
La Peak Tower (en chino: 凌霄閣) es un centro comercial y de ocio situado en Victoria Gap, cerca de la cumbre Victoria en la isla de Hong Kong, Hong Kong. También alberga la terminal superior del tranvía Peak Tram. Tanto la Peak Tower como el Peak Tram son propiedad del grupo Hong Kong & Shanghai Hotels, propietaria del famoso Hotel Península de Hong Kong junto con muchas otras propiedades. La torre y el tranvía se promovcionan conjuntamente con la marca colectiva The Peak.
La Peak Tower se encuentra en una elevación de 396 m, 156 m bajo la cumbre del Victoria Peak. Debido a que los arquitectos buscaron un diseño que destacase en la línea de la ciudad, pero que no interrumpiera la línea natural de las colinas, eligieron un lugar en una cuesta a lo largo de la línea de las colinas, y restringieron la altura de la torre a 428 m sobre el nivel del mar.

## Historia

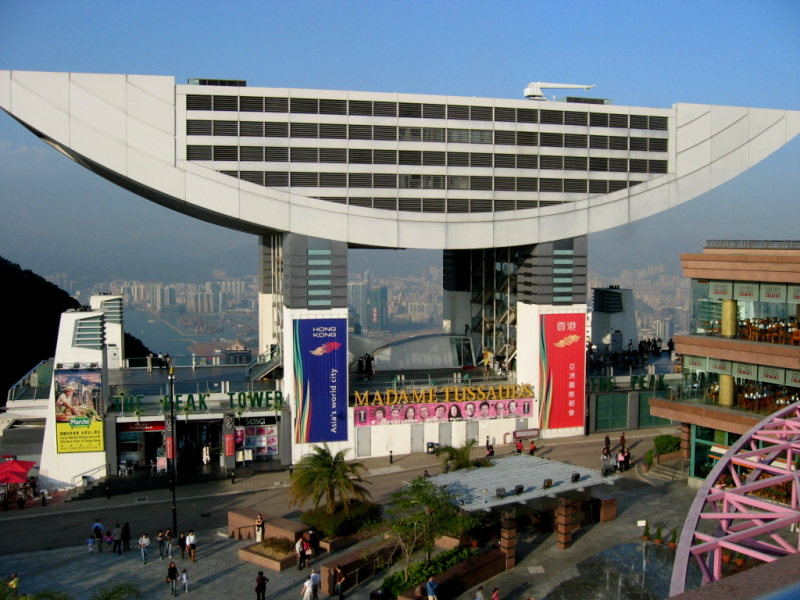
Fachada sur del edificio antes de la reforma de 2006, mostrando el espacio abierto bajo el "bol" que fue más tarde acristalado.

En 1881, Alexander Findlay Smith, que era propietario de un hotel en el Peak, pidió el derecho a introducir un tren funicular en Hong Kong. Se tardaron tres años en construirlo, pues gran parte del equipo pesado y los raíles tenían que ser llevados colina arriba por los trabajadores quienes no tenían ningún apoyo mecánico. Una simple estructura de madera se construyó como primera terminal. El "Peak Tram" fue abierto al servicio público el 28 de mayo de 1888 por el entonces gobernador Sir George William des Voeux.

## Arquitectura
La actual Peak Tower es la segunda en el lugar. La construcción de la primera comenzó en 1960, y se abrió el 29 de agosto de 1969. El restaurante Tower se situaba en la planta superior, mientras que la cafetería Peak estaba en la planta inferior. Ambas plantas superiores se soportaban sobre dos columnas, permitiendo un espacio diáfano entre las partes superior e inferior de la torre. Este rasgo del diseño se ha conservado al remodelar la torre, pero en una forma bastante diferente en la sección superior. La primera torre fue demolida en 1993 y la ceremonia de colocación de la primera piedra de la nueva torre se celebró en un momento posterior de ese mismo año.
La actual Peak Tower es obra del arquitecto británico Terry Farrell, y se terminó en 1997. Tiene siete plantas con una superficie total de 10.400 m² (112,000 ft²) con una forma de wok en lo alto. Una plataforma de la tercera planta permite una vista sobre el puerto de Victoria.
El edificio fue alterado en 2005-2006 con un coste de cien millones de dólares. La porción interior fue cerrada con cristal para incrmentar el espacio comercial, y se reubicaron las escaleras mecánicas. La Peak Tower tiene ahora ocho plantas con la terraza con vistas reubicada en lo alto del edificio (en la parte superior de la forma de "wok") que permite ver tanto el puerto de Victoria como Aberdeen (suroeste de la isla de Hong Kong); sin embargo, la gran contaminación atmosférica impide a menudo la vista desde este punto.

## Atracciones
Aparte de la terminal del Peak Tram, la terraza con vistas y las tiendas de regaloes, la torre ha incluido diferentes atracciones: Ripley's Believe It or Not! Odditorium, Hong Kong's Historical Adventure (un viaje a través de escenas de la historia antigua de Hong Kong, y la primera atracción operada electrónicamente en Hong Kong) y el Peak Explorer Motion Simulator.
En 2000, después del cierre de Hong Kong's Historical Adventure, Madame Tussauds Hong Kong se trasladó para ocupar las instalaciones anteriormente vacías, para convertirse en el primer espacio permanente de Madame Tussaud en la región Asia-Pacífico.
La Peak Tower se encuentra cerca de un segundo centro comercial y de ocio, la Peak Galleria, construida sobre la estación de autobús usada por los autobuses urbanos de Hong Kong que llegan al Peak.